# 결혼의 여신
《결혼의 여신》은 2013년 6월 29일부터 2013년 10월 27일까지 방영한 SBS 주말 특별기획 드라마이다.

## 등장인물

### 주요 인물
- 남상미 : 송지혜 역
- 김지훈 : 강태욱 역
- 조민수 : 송지선 역
- 이태란 : 홍혜정 역
- 장영남 : 권은희 역
- 이상우 : 김현우 역

### 지혜&지선의 친정
- 백일섭 : 송남길 역

### 지혜&혜정의 시댁
- 김정태 : 강태진 역
- 전국환 : 강만호 역
- 윤소정 : 이정숙 역
- 윤지민 : 강유진 역

### 지선&은희의 시댁
- 권해효 : 노장수 역
- 장현성 : 노승수 역
- 김기천 : 노희봉 역
- 성병숙 : 변애자 역
- 이세영 : 노민정 역
- 이풍운 : 노경호 역
- 최다인 : 노민지 역
- 양한열 : 노장우 역

### 혜정의 친정
- 정우식 : 홍해진 역
- 연운경 : 혜정 모 역

### 그 외 주변인물
- 강세정 : 한세경 역
- 심이영 : 남미라 역
- 김미경 : 현우 모 역
- 박준금 : 세경 모 역
- 사미자 : 세경 할머니 역
- 김준구 : 김예솔 역
- 김구택 : 표성진 역
- 클라라 : 신시아 정 역 (하차)
- 박완규 : 정대현 역
- 이설희 : 김연수 역
- 염동헌 : 황 전무 역
- 곽희성 : 필호 역
- 박탐희 : 장희경 역 (특별출연)
- 이주현 : 남상훈 역 (특별출연)
- 반효정 : 예솔 할머니 역 (특별출연)
- 이두섭 : 신영그룹 고문 변호사 역
- 송도순 : 김기숙 역
- 허정규 : 장경민 역
- 홍승범 : 감독 역
- 박원호 : 아이돌지망생 역
- 조우진 : 혜정의 제부 역
- 구건민 : 다인 역

## 수상
- 2013년 SBS 연기대상 장편드라마 부분 여자 최우수상/ 10대 스타상 남상미
- 2013년 SBS 연기대상 장편드라마 부문 여자 특별연기상 장영남
- 2013년 SBS 연기대상 장편드라마 부문 남자 우수상 김지훈

## 시청률
아래의 파란색 숫자는 '최저 시청률'이고, 빨간색 숫자는 '최고 시청률'입니다. 시청률조사회사와 지역별로 시청률에 차이가 있을 수 있습니다.
| 2013년      | 2013년      | 2013년         | 2013년       | 2013년         | 2013년       |
| 회차        | 방송일      | TNmS 시청률    | TNmS 시청률  | AGB 시청률     | AGB 시청률   |
| 회차        | 방송일      | 대한민국(전국) | 서울(수도권) | 대한민국(전국) | 서울(수도권) |
| ----------- | ----------- | -------------- | ------------ | -------------- | ------------ |
| 제1회       | 6월 29일    | 9.2%           | 11.5%        | 9.1%           | 9.6%         |
| 제2회       | 6월 30일    | 7.8%           | 9.6%         | 8.0%           | 8.7%         |
| 제3회       | 7월 6일     | 8.7%           | 10.0%        | 8.4%           | 8.8%         |
| 제4회       | 7월 7일     | 7.6%           | 9.4%         | 8.7%           | 9.1%         |
| 제5회       | 7월 13일    | 9.0%           | 10.8%        | 9.1%           | 9.6%         |
| 제6회       | 7월 14일    | 8.5%           | 11.1%        | 9.2%           | 10.7%        |
| 제7회       | 7월 20일    | 9.2%           | 10.6%        | 8.8%           | 10.1%        |
| 제8회       | 7월 21일    | 8.6%           | 10.5%        | 9.1%           | 9.5%         |
| 제9회       | 7월 27일    | 9.4%           | 11.2%        | 9.7%           | 11.0%        |
| 제10회      | 7월 28일    | 8.4%           | 9.7%         | 8.5%           | 9.0%         |
| 제11회      | 8월 3일     | 9.2%           | 11.0%        | 8.6%           | 8.9%         |
| 제12회      | 8월 4일     | 7.7%           | 9.0%         | 8.2%           | 9.2%         |
| 제13회      | 8월 10일    | 9.9%           | 10.2%        | 11.0%          | 12.5%        |
| 제14회      | 8월 11일    | 8.6%           | 10.2%        | 9.6%           | 10.3%        |
| 제15회      | 8월 17일    | 10.8%          | 11.9%        | 10.0%          | 10.6%        |
| 제16회      | 8월 18일    | 9.3%           | 11.1%        | 9.1%           | 10.0%        |
| 제17회      | 8월 24일    | 9.3%           | 10.8%        | 9.4%           | 10.0%        |
| 제18회      | 8월 25일    | 9.1%           | 10.4%        | 9.7%           | 10.5%        |
| 제19회      | 8월 31일    | 10.2%          | 11.3%        | 11.1%          | 12.7%        |
| 제20회      | 9월 1일     | 9.4%           | 11.3%        | 9.7%           | 10.3%        |
| 제21회      | 9월 7일     | 10.3%          | 12.1%        | 9.3%           | 10.6%        |
| 제22회      | 9월 8일     | 9.7%           | 11.7%        | 9.2%           | 9.5%         |
| 제23회      | 9월 14일    | 10.1%          | 11.7%        | 11.2%          | 11.8%        |
| 제24회      | 9월 15일    | 10.6%          | 13.5%        | 10.5%          | 11.1%        |
| 제25회      | 9월 21일    | 10.4%          | 13.1%        | 11.2%          | 11.9%        |
| 제26회      | 9월 22일    | 9.8%           | 11.4%        | 11.0%          | 11.3%        |
| 제27회      | 9월 28일    | 10.7%          | 12.9%        | 11.4%          | 12.1%        |
| 제28회      | 9월 29일    | 11.6%          | 13.5%        | 12.3%          | 13.3%        |
| 제29회      | 10월 5일    | 8.8%           | 10.4%        | 12.7%          | 13.3%        |
| 제30회      | 10월 6일    | 9.9%           | 12.2%        | 11.2%          | 12.2%        |
| 제31회      | 10월 12일   | 14.2%          | 17.9%        | 13.9%          | 14.9%        |
| 제32회      | 10월 13일   | 10.4%          | 12.6%        | 12.0%          | 12.7%        |
| 제33회      | 10월 19일   | 11.3%          | 14.6%        | 11.5%          | 12.3%        |
| 제34회      | 10월 20일   | 10.7%          | 13.0%        | 10.4%          | 11.2%        |
| 제35회      | 10월 26일   | 11.7%          | 14.5%        | 12.7%          | 13.8%        |
| 제36회      | 10월 27일   | 11.3%          | 13.4%        | 11.7%          | 12.2%        |
| 평균 시청률 | 평균 시청률 | 9.8%           | 11.7%        | 10.2%          | 11.0%        |

## 연장
- 2013년 9월 16일 : 결혼의 여신의 방영 분량이 32부작에서 4회 연장되어 36부작으로 확정되었다.[3] 후속작 〈세 번 결혼하는 여자〉의 캐스팅 문제[4]뿐 아니라 이 드라마 연출자로 낙점된 정을영 PD의 중도하차[5] 등으로 인한 공백을 메꾸기 위한 것으로 추측된다.

## 참고 사항
- 좋은 연기자들을 죄다 모아놓고도 마음에 와 닿는 캐릭터를 만들어내지 못했다는 지적이 있었다.[6]